# Parahendersonia trachycarpa
Parahendersonia trachycarpa är en svampart som beskrevs av Joanne E. Taylor, K.D. Hyde & E.B.G. Jones 2003. Parahendersonia trachycarpa ingår i släktet Parahendersonia och familjen Leptosphaeriaceae.   Inga underarter finns listade i Catalogue of Life.